# Let Me Rock You
Let Me Rock You är det andra soloalbumet utgivet av den före detta Kiss-medlemmen Peter Criss. Albumet släpptes i maj 1982. Producent för skivan var Vini Poncia som även stått för produktionen på Kiss-skivorna Dynasty och Unmasked.

## Låtförteckning
Sida 1:
1. "Let It Go" (Tommy Faragher, Davey Faragher, Brie Howard) – 4:05
2. "Tears" (Vinnie Cusano, Adam Mitchell) – 3:36
3. "Move on Over" (Peter Criss, Vini Poncia) – 3:48
4. "Jealous Guy" (John Lennon) – 3:58
5. "Destiny" (Charlie Midnight, Cash Monet, Jeff Schoen) – 4:11

Sida 2:
1. "Some Kinda' Hurricane" (Russ Ballard) – 4:04
2. "Let Me Rock You" (Russ Ballard) – 3:37
3. "First Day in the Rain" (Steve Stevens) – 3:32
4. "Feel Like Heaven" (Gene Simmons) – 3:43
5. "Bad Boys" (Peter Criss, Jim Roberge) – 3:28